# 엽하아강
엽하아강(葉蝦亞綱, Phyllocarida)은 갑각류 아강의 하나이다. 현존하는 목은 박갑목(Leptostraca)이 유일하며, 멸종한 목으로 Hymenostraca, Archaeostraca가 있다.

## 하위 분류
- 박갑목 (Leptostraca)
  - Nebaliidae - 한국잎새우(Nebalia	koreana), 짧은더듬이잎새우(Nebalia pseudotroncosoi) 포함
  - Nebaliopsididae
  - 긴가슴다리잎새우과 (Paranebaliidae) - 가시눈잎새우(Paranebalia longipes) 포함
  - † Rhabdouraeidae
- † Hymenostraca
- † Archaeostraca